# Majisuka Gakuen
Majisuka Gakuen (マジすか学園?) es una serie de drama japonesa centrada en delincuentes juveniles, protagonizada por los miembros del grupo idol AKB48. La primera temporada fue estrenada el 9 de enero de 2010 por TV Tokyo y fue seguida de otras cuatro temporadas.

## Primera temporada

### Argumento
Dos estudiantes transferidas, Atsuko Maeda y Daruma Onizuka, llegan a la escuela de secundaria Majijo. En esta escuela son comunes la violencia y las luchas entre estudiantes (Yankees). Oponiéndose a la actitud audaz, pero débil, de Daruma, Maeda es una chica realmente fuerte, a pesar de su naturaleza silenciosa y pacífica tiene un pasado oscuro y violento. A pesar de todo no consigue pasar desapercibida en un instituto tan problemático y tendrá que dar la cara para defenderse, a ella y los que la rodean de la amenaza de las Rappapa, el grupo más fuerte que lidera el Top del colegio con mano firme a las órdenes de Sado la vicepresidenta, que toma el relevo de una peculiar Yuko en su ausencia.

### Reparto

#### Principales
- Atsuko Maeda como Ella misma.
- Nachu como Onizuka Daruma.

#### Rappapa
- Yūko Ōshima como Ella misma.
- Mariko Shinoda como Sado.
- Haruna Kojima como Torigoya.
- Rena Matsui como Gekikara.
- Yūki Kashiwagi como Black.
- Tomomi Itano como Shibuya.
- Sayaka Nakaya como Anime.
- Miku Tanabe como Jumbo.
- Rumi Yonezawa como Rice.
- Haruka Katayama como Showa.

#### Equipo Hormon
- Rino Sashihara como Wota.
- Rie Kitahara como Unagi.
- Aki Takajō como Akicha.
- Moeno Nitō como Bungy.
- Mika Komori como Mukuchi.

#### Escuela Majisuka
- Tomomi Kasai como Ookabuki (ep2,7-12).
- Asuka Kuramochi como Kokabuki (ep2,7-12)
- Sae Miyazawa como Gakuran (ep3,7-12).
- Mayu Watanabe como Nezumi (ep 3-6,8-12).
- Aika Oota como Love-tan (ep4,12).
- Manami Oku como Manamana (ep4,12).
- Miho Miyazaki como Myao (ep4,12).
- Minami Minegishi como Ella misma (ep 5,12).
- Sayaka Akimoto como Chokoku (ep5,7-12).
- Jurina Matsui como Matsui (ep6,12).
- Kumi Yagami como Dance (ep6,12).
- Erena Ono como Erena (ep8-12).
- Minami Takahashi como Minami (ep 9-10, 2-8&12 cameo).

#### Escuela Yabakune
- Asami Hihara como Líder de la escuela.
- Amina Sato como Chiharu.
- Yukari Sato como Sanae.

#### Otros
- Eri Fuse como Nojima Yuriko (Chica de la escuela Majisuka, exlíder de Rappapa).
- Masahiro Komoto como Maeda Yoshiro (padre de Maeda).
- Sawa Suzuki como Maeda Sachiko (la madre de Maeda, exlíder de Yabakune).
- Toru Tezuka como Kiken (médico de la escuela de las chicas de Majisuka).
- Susumu Kobayashi como Kuuki (Maestro de matemáticas de la escuela de chicas de la clase 2-C).

## Segunda temporada
La segunda temporada del Majisuka Gakuen empieza donde terminó la anterior. En este nuevo curso una alumna con mucho potencial, Center se alza contra las Rappapas para obtener el título de Top. Ahora Atsuko a abandonado el instituto para seguir otras metas dejando a la misteriosa Otabe al mando de este. Pero parece que no todo el mundo está contento con este acto y Nezumi junto con Center intentaran arrebatar a Otabe la dirección de las Rappappa.
Mientras tanto el colegio rival, el Yabakune sigue a la espera de que el MajiJo baje la guardia para enfrentarse a ellas, con una nueva líder en sus filas Shibuya.

### Reparto

#### Rappappa
- Yui Yokoyama es Otabe.
- Atsuko Maeda es Maeda Atsuko.
- Sae Miyazawa es Gakuran.
- Rena Matsui es Gekikara.
- Minami Minegishi es Shaku.

#### Kabuki Sisters
- Kasai Tomomi como Ookabuki.
- Kuramochi Asuka como Kokabuki.
- Nachu como Onizuka Daruma.

#### Equipo Hormone
- Nito Moeno como Bungee.
- Kitahara Rie como Unagi.
- Takajo Aki como Akicha.
- Sashihara Rino como Wota.
- Komori Mika como Mukuchi.

#### Tsu no Ji Rengou
- Watanabe Mayu como Nezumi.
- Matsui Jurina como Center.

#### Equipo Under
- Tanabe Miku como Jumbo.
- Katayama Haruka como Showa.
- Nakaya Sayaka como Anime.
- Yonezawa Rumi como Rice.

#### Equipo Fondue
- Oba Mina como Toshima
- Ichikawa Miori como Lemon.
- Shimada Haruka como Docchi.
- Shimazaki Haruka como Kanburi.
- Yamauchi Suzuran como Tsuri.

#### Otros estudiantes
- Oku Manami como Manamana

#### Personal
- Fuse Eri como Nojima Yuriko.

#### Graduados Majijo
- Oshima Yuko como Yuko.
- Shinoda Mariko como Sado.
- Kashiwagi Yuki como Black.
- Itano Tomomi como Shibuya.
- Kojima Haruna como Torigoya.
- Akimoto Sayaka como Choukoku.

#### Yabakune Joshi Shougyou Koukou Hadashi no Kai
- Tomomi Itano es Shibuya.
- Yagami Kumi es Dance.
- Nagao Mariya es Mariyagi.
- Sato Sumire es Sanshoku.
- Maeda Ami es Mayuge.
- Kikuchi Ayaka como Comeback.
- Sato Amina como Chiharu.
- Sato Yukari como Sanae.
- Mayumi Uchida como Janken.
- Kimoto Kanon como Miso.
- Nakata Chisato como Chisato.
- Suzuki Mariya como Mariya.
- Chikano Rina como Rina.

#### Sanshou Shimai
- Miyazaki Miho como Myao.
- Oota Aika como Lovetan.

#### Otros Estudiantes
- Iwasa Misaki como Misaki.
- Oya Shizuka como Shizuka.
- Katayama Haruka como Haruka.
- Matsubara Natsumi como Natsumi.
- Ayaka Umeda como Ayaka.
- Nakatsuka Tomomi como Tomomi.
- Nonaka Misato como Misato.
- Fujie Reina como Reina.
- Matsui Sakiko como Sakiko.
- Ishida Haruka como Haruka.
- Kobayashi Kana como Kana.
- Sato Natsuki como Natsuki.
- Hirajima Natsumi como Natsumi.
- Masuda Yuka como Yuka.
- Mori Anna como Anna.
- Izuta Rina como Izu.
- Kato Rena como Rena.
- Kobayashi Marina como Marina.
- Fujita Nana como Nana.
- Kawaei Rina como Rina.
- Kojima Natsuki como Natsuki.
- Suzuki Shihori como Shihori
- Tanari Wakana como Wakana.
- Morikawa Ayaka como Ayaka.

#### Graduados Yabajo
- Aja como ex Souchou.
- Ando Natsu como ex Migiude.

#### Sutegoro Koukou
- Nakamata Shiori como Nakamata.
- Abe Maria como Maria.
- Iriyama Anna como Anna.
- Takeuchi Miyu como Miyu.
- Nakamura Mariko como Mariko.

#### Otros
- Takahashi Minami como Keibuho.